# Záměra
Záměra byla stará česká jednotka objemu neurčité velikosti užívaná např. pro měření kamenné soli.
Je doložena již od roku 1593 v Litoměřicích.

## Odhadovaná hodnota
- alternativně 3 vídeňské žejdlíky = 1,059 litru
- alternativně 8 žejdlíků, v tomto případě se rovnala jednotce zvané metek nebo metník

## Použitý zdroj
- Malý slovník jednotek měření, vydalo nakladatelství Mladá fronta v roce 1982, katalogové číslo 23-065-82